# Zafar Futehally

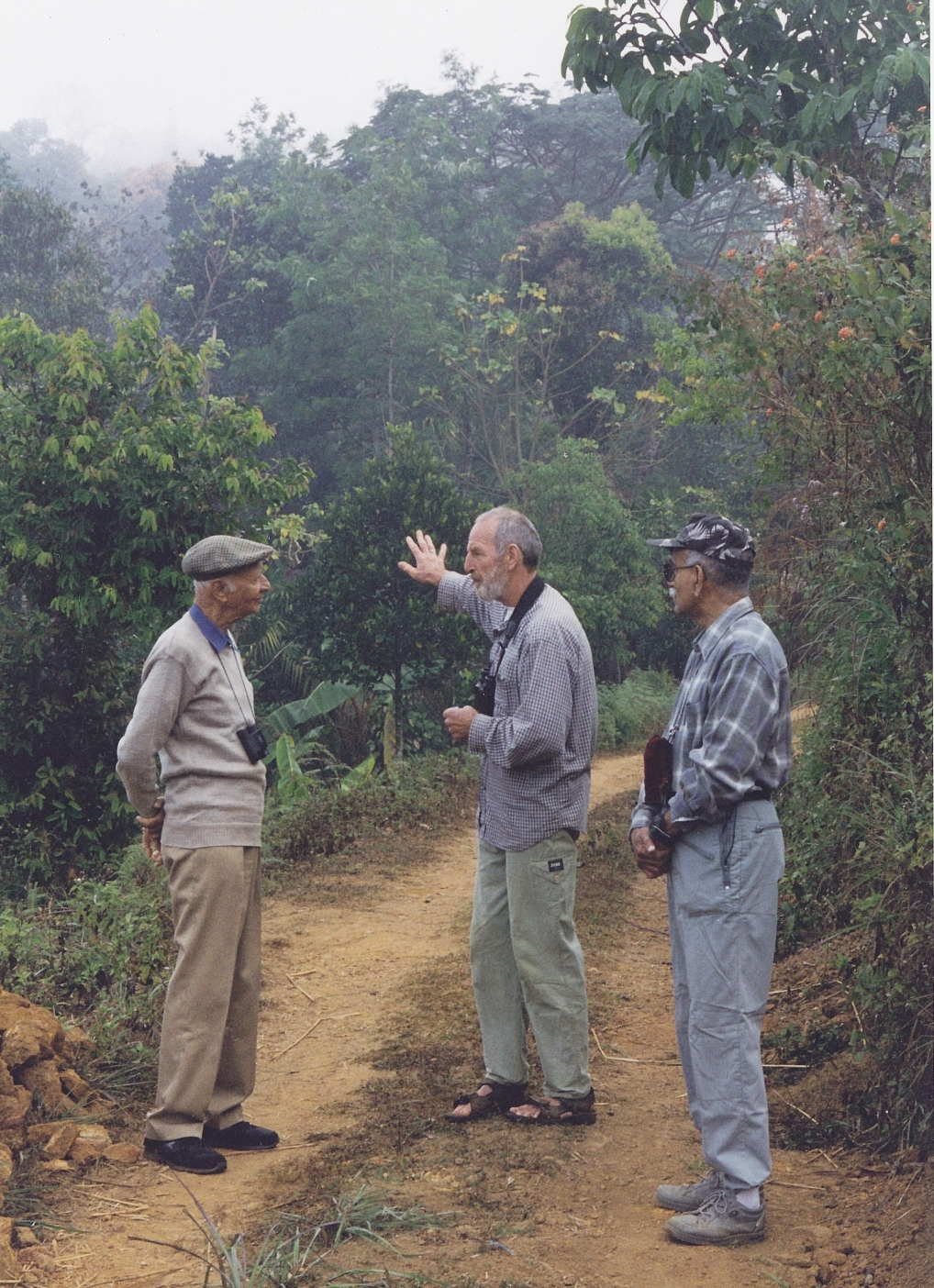
Zafar Futehally (a la izquierda) en Kerala (2001).

Zafar Rashid Futehally (19 de marzo de 1920 - 11 de agosto de 2013) fue un naturalista y conservacionista indio más conocido por su trabajo como secretario de la Sociedad de Historia Natural de Bombay y por el Newsletter for Birdwatchers, un periódico que ayudó a los observadores de aves alrededor de la India para comunicar sus observaciones.

## Biografía
Zafar Futehally nació en Andheri, suburbio de Bombay en 1920. Estudió economía en la Universidad de St. Xavier en Bombay y trabajó con Dynacraft Machine Company desde 1942. Fue parte de esa compañía junto a su hermano y su primo. Él fue primo lejano de Sálim Ali y se casó con Laeeq Futehally, sobrina de Sálim Ali. Sus hijas Zahida (Zai) y Shama se dedicaron la escritura. Zai escribió biografías de Romulus Whitaker y Sálim Ali. Shama, quien murió en 2004, fue la autora de las novelas "Tara Lane" y "Reaching Bombay Central", traductora del Bhajans Meera y la poesía de Urdu, aparte de muchas otras obras literarias. En 1973 se trasladó de Bangalore, donde vivió por un tiempo en el área de huertos Palace antes de mudarse a una casa de campo en Dodda Gubbi en las afueras de Bangalore, pero un ataque bandido no le obligó a trasladarse a Kodaikanal con su hija de cuatro años antes de regresar a vivir en Koramangala en Bangalore. En 2013 dejó Bangalore para regresar a su casa en Kihim. Falleció el 11 de agosto de 2013 en su casa de Kihim, después de una infección bronquial.